# Dasz Kasan
Dasz Kasan – wieś w zachodnim Iranie, w ostanie Azerbejdżan Zachodni, w szahrestanie Szahin Deż. W 2006 roku liczyła 177 mieszkańców.